# Aromat, Bahciîsarai
Aromat (în ucraineană Аромат) este un sat în comuna Holubînka din raionul Bahciîsarai, Republica Autonomă Crimeea, Ucraina.

## Demografie
Componența lingvistică a localității Aromat
     Tătară crimeeană (46,78%)
     Rusă (44,75%)
     Ucraineană (8,14%)
Conform recensământului din 2001, nu exista o limbă vorbită de majoritatea populației, aceasta fiind compusă din vorbitori de tătară crimeeană (46,78%), rusă (44,75%) și ucraineană (8,14%).